# Songrim
Songrim (hangŭl: 송림시, hanja: 松林市) è una città della Corea del Nord, situata nella provincia dello Hwanghae Settentrionale.